# Karel Eduard Paar
Karel Eduard Paar (Praga, 4 de janeiro de 1934) é um Cavaleiro da Justiça, membro do Conselho Soberano da Soberana Ordem Militar de Malta e Grão-Prior Emérito da Boêmia.

## Biografia
Paar é o filho mais novo de Alfons, 6º Príncipe Paar (1903-1979) e da Condessa Sophia von  Schlitz genannt von Görtz (1906-2002). Seu irmão mais velho Alfons Wenzel (1932-2016) foi o 7º Príncipe Paar. Sua irmã mais nova, Eleonore (1937-2010), casou-se com Carlo Cicogna Mozzoni, Conte di Terdobbiate (1922-1979). Como o filho mais novo do príncipe Paar, ele tinha o título de Graf (conde) desde o nascimento, embora isso não fosse reconhecido pelo governo da Tchecoslováquia.
Quando criança, Paar viveu na cidade de Bechyně, na Tchecoslováquia. Em 1947 mudou-se para a Suíça por motivos de saúde. Em 1948, ele foi acompanhado na Suíça por seus pais que fugiram do  golpe de estado comunista. Em 1954, Paar e sua família se mudaram para a Áustria. Seu castelo em Bechyně foi tomado pelo governo comunista por decisão do tribunal popular em Týn nad Vltavou, em 25 de março de 1949.
Na Áustria, Paar trabalhou na indústria siderúrgica e depois para uma empresa que fabricava ferramentas agrícolas.

## Ordem de Malta
O pai de Paar era um Cavaleiro de Honra e Devoção na Soberana Ordem Militar de Malta, e seus dois filhos se juntaram como cavaleiros de Honra e Devoção. 
De 1962 a 1978, Paar trabalhou no serviço hospitalar da Malteser International.
Em 1978, Paar fez votos simples como  Cavaleiro da Justiça. Em 1982 fez os votos solenes.
Em 1981, Paar foi eleito Grão-Prior da Boêmia, exilado em Viena. Ele foi o primeiro grão-prior da Boêmia desde a morte do cardeal Karel Kašpar em 1941. Ele ocupou o cargo até 1988, quando o príncipe Cyril Toumanoff foi eleito grão-prior. De 1995 a 1996, Paar foi vice do Grão-Prior Príncipe Toumanoff.
Em 1989, Paar foi eleito membro do Conselho Soberano em Roma.
Em março de 2004, Paar foi eleito Grão-Prior da Boêmia pela segunda vez, mas desta vez com residência em  Praga. Ele ocupou esta posição até 2011.
Em 16 de fevereiro de 2019, em comemoração ao 85º aniversário de Paar, o cardeal Dominik Duka celebrou uma missa de ação de graças em Praga na Igreja da Virgem Maria sob a Corrente.